# Продавец дождя (пьеса)

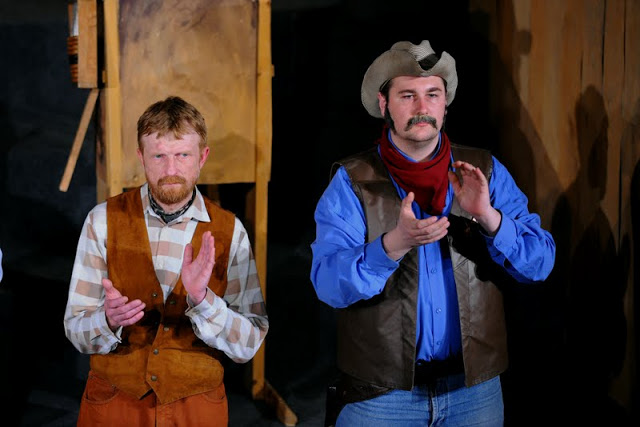
Курский ТЮЗ «Ровесник».
Ной Карри — Игорь Насаев,
Шериф Томас — Игорь Латушкин.

«Продавец дождя» (англ. The Rainmaker) — пьеса в трёх действиях американского драматурга Н. Ричарда Нэша.
Премьера состоялась в 1954 году в Нью-Йорке. Режиссёром постановки был Джозеф Энтони, продюсером — Этель Линдер Райнер. Роль Лиззи исполнила Джеральдин Пейдж.
Пьеса переведена более чем на 40 языков, в том числе и на русский. В Советском Союзе было множество постановок в различных театрах, в 1975 году была экранизирована постановка 1972 года Московского драматического театра имени К. С. Станиславского.

## Сюжет
В расположенном в охваченной засухой сельском городке на Западе Америки в эпоху депрессии проживает семья старого фермера Карри. Его дочь Лиззи ведёт хозяйство в доме отца, где вместе с ними живёт двое сыновей Карри. На ранчо крупного рогатого скота, принадлежащего семье, уже который месяц бушует засуха. Помимо тревог и забот об умирающих животных, старика-отца беспокоит, что его уже не юная дочь остаётся одинокой и не может найти себе подходящего мужа. Она только что вернулась из поездки, предпринятой в надежде, что она выйдет замуж. Появление очаровательного мошенника по имени Билл Старбак, обещающего вызвать дождь за плату в 46 долларов, оказывает волнующее влияние на всю семью, а Лиззи позволяет взглянуть на себя и окружающий мир совершенно по-новому.

## Экранизации
- Продавец дождя (фильм, 1956). Режиссёр: Джозеф Энтони
- Продавец дождя (телеспектакль), 1975. Режиссёры: Леонид Варпаховский, Виктор Храмов
- Продавец дождя (ТВ), 1982. Режиссёр: Джон Франкенхаймер